# Ељсеид Хисај
Ељсеид Хисај (алб. Elseid Hysaj; Реч, 2. фебруар 1994) албански је фудбалер који тренутно наступа за Лацио. Игра на позицији десног бека.

## Успеси
Наполи
- Куп Италије (1) : 2019/20.[6]
- Суперкуп Италије: (финале: 2020/21)[7]